# Drakenburg (kasteel)
Drakenburg (oorspronkelijk Drakensteyn, later Drakenburg ter onderscheiding van Drakensteyn bij Lage Vuursche) was een ridderhofstad en kasteel dat in het tweede kwart van de 14de eeuw nabij Baarn in het gewest Eemland werd gebouwd.
Het kasteel heeft tot begin 19de eeuw bestaan. Het werd lange tijd bewoond door zijn naamgevers, de heren van Drakenburg, en was later bezit van onder anderen Dirk van Zuylen van de Haar en dr. Gerardus Vrolik, vriend van de bekende schrijver mr. Jacob van Lennep.

## Geschiedenis
Rond 1300 werden de wilde veengronden bij Baarn ter vervening door de bisschop van Utrecht in leen gegeven aan de schout van Utrecht, Frederik van Drakenburg, zoon van ridder Werner van Drakenburg. Aangenomen wordt dat hij een ridderhofstad bouwde in de buurt van het huidige kasteel Groeneveld.
Frederik van Drakenburg werd in 1340 opgevolgd door zijn zoon Werner, die een tweede kasteel Drakenburg bouwde, een woontoren die in de loop van de eeuw werd uitgebreid met woonvleugels, een voorburcht en een poortgebouw. Mogelijk werd het huis gesticht in de periode 1378-1393, bij het aanleggen van de Drakenburgerwetering (of -gracht) een kanaal naar de Eem dat diende tot vervoer van turf. Bekend is dat reeds Frederik opdracht tot de aanleg had gekregen, alsmede voor een brug over deze wetering, voor de verbinding van Baarn en Eemnes. Tevens bouwde hij kasteel Drakensteyn bij Lage Vuursche, ook "Werners Hofstede" genoemd.
De eerste vermelding van het kasteel (zij het onder de naam Drakensteyn) is in 1434, wanneer een Frederik van Drakenborg beleend wordt met zowel Drakensteyn 'gelegen aan der nonne lant' (het gebied ten zuidoosten van Lage Vuursche, dat bezit was van het klooster Oostbroek bij de Bilt) en het 'huys metter hofstede Drakensteyn [...] geleegen in 't Wilde veen in den Kerspel van Baern' (het latere Drakenburg). Het kasteel bleef bezit van de familie Van Drakenburg, tot de dood van Johan van Drakenburg in 1520. Drakenburg kwam in 1536 voor op de lijst van ridderhofsteden in de provincie Utrecht.
Erfdochter Josina, die behalve Drakenburg ook de stadskastelen Oudaen en Drakenburg in de stad Utrecht, Drakensteyn in Lage Vuursche en enkele Vleutense goederen van haar oom Frederik bezat, trouwde met schout van Utrecht Dirk van Zuylen van de Haar, van Kasteel de Haar bij Haarzuilens. Het kasteel bleef enige generaties in bezit van deze familie. Na de dood van Johan van Renesse (van Moermont) van Zuylen van De Haar in 1664, verkochten de voogden van diens enige dochter Gijsberta Antonia het landgoed in 1672 aan Willem Joseph van Gent, luitenant-admiraal van Holland en West-Friesland (overleden in 1672 tijdens de Slag bij Solebay).
Het kasteel onderging sindsdien verscheidene veranderingen en verbouwingen. Na de dood van Willem Josephs kinderloze zoon Nicolaas, in 1710 ambtsjonker van Nijkerk, werd Drakenburg in delen verkocht. Het zuidelijk deel kwam toen bij het pas gestichte, aanpalende buitenhuis Groeneveld. Op Drakenburg kwam de Amsterdamse regent George Roeters te wonen. De erfgenamen van diens weduwe verkochten het huis in 1768 aan Pieter baron van Reede van Oudshoorn tot Nederhorst, die met dit bezit als riddermatige zitting kon nemen in de Staten van Utrecht. Na zijn dood in 1773 verkochten zijn weduwe en kinderen het huis vanuit Zuid-Afrika in 1777 aan VOC-ambtenaar mr. Nicolaas Willem Roëll, die het op zijn beurt in 1791 doorverkocht aan Gijsbert Harmannus Mulders (1760-1809).
Na diens overlijden werd Drakenburg gekocht door Johan Holstein, die het kasteel in 1811 sloopte en verving door een statig landhuis. Het landgoed werd in 1823 aangekocht door de Amsterdamse professor Gerardus Vrolik. Aangenomen wordt dat het huis als zodanig voorkomt onder de naam 'Guldenhof' in de roman 'Ferdinand Huyck' van Jacob van Lennep, een goede vriend van professor Vrolik. Na het overlijden van Vrolik in 1860 werd Drakenburg verkocht aan jonkheer mr. F.L.H.J. Bosch van Drakestein, die in 1894 ook Drakesteyn bij Lage Vuursche van zijn vader verkreeg, zodat beide landgoederen weer in een hand belandden. In 1870 werd Drakenburg - op het koetshuis na - volledig gesloopt.

### Volkshogeschool en conferentiecentrum

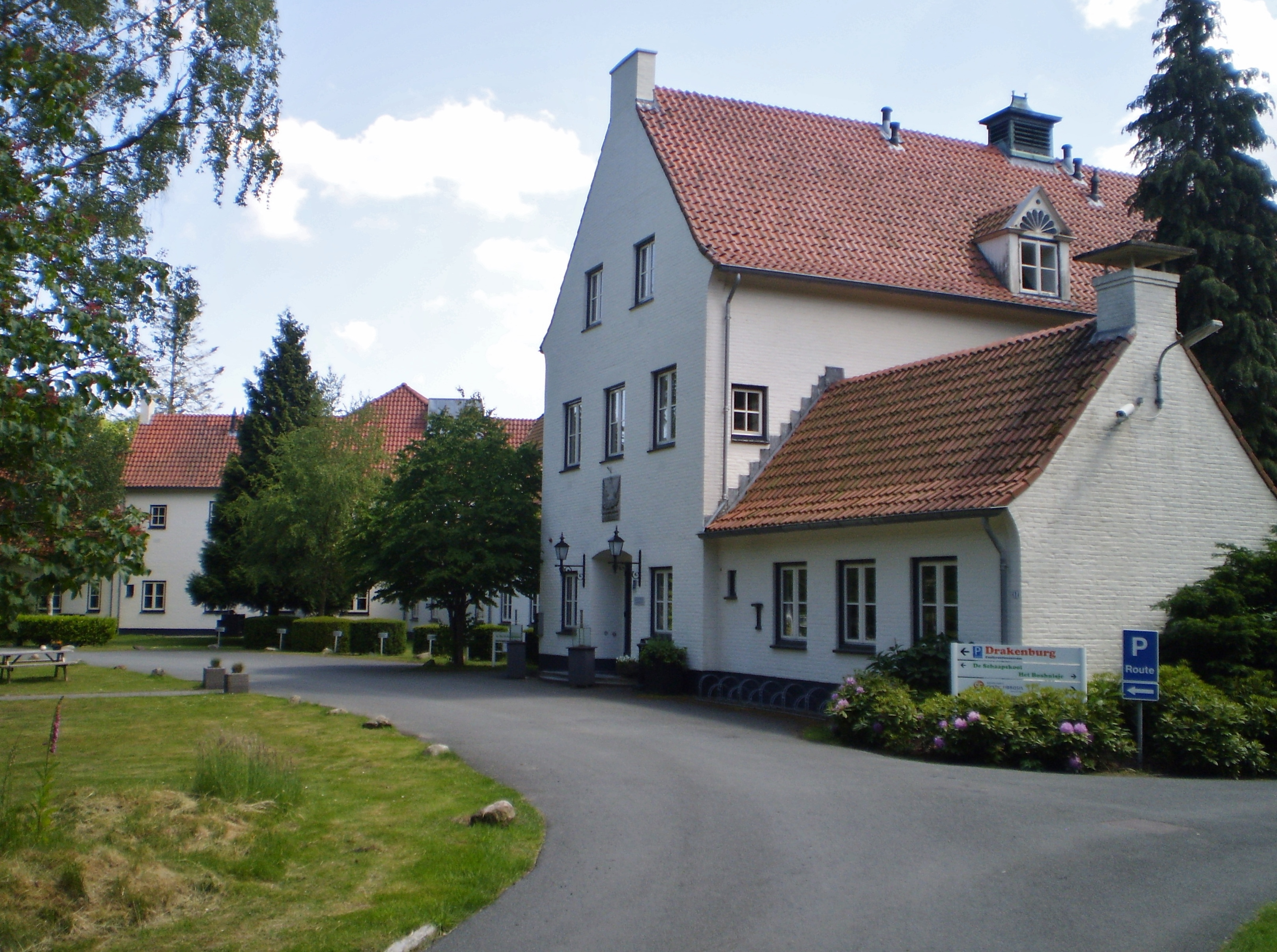
Vergadercentrum Drakenburg

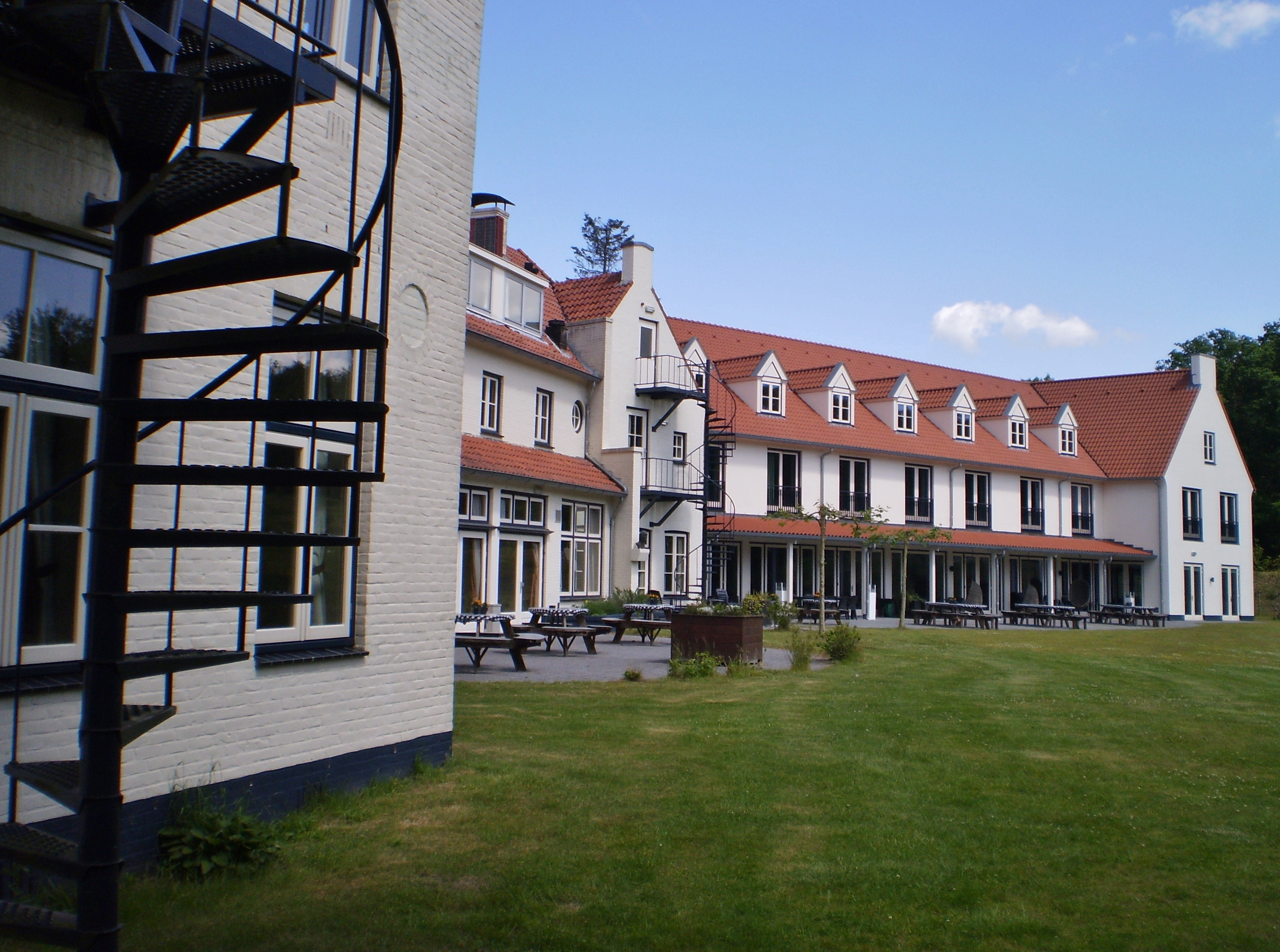
achterzijde Drakenburg

In 1928 ontstond bij enkele voormannen van de Katholieke Volkshogeschool en de Katholieke Arbeiders Beweging (K.A.B.) onder leiding van de Alkmaarse journalist Jan Beerends, het idee om een Volkshogeschool op te richten op de landerijen ten westen van het voormalige kasteel. In 1938 werd het landgoed aangekocht en de “Jeugd Werkgemeenschap Drakenburg” opgericht, maar in 1941 werd het gebouw bezet door de Duitsers. Eerst na de oorlog kon begonnen worden met de Volkshogeschool, onder leiding van Jan Beerends. In 1968 fuseerden de drie volkshogescholen op katholieke grondslag - Drakenburg , Valkenburg en Borne met de Bakkeveense Volkshogeschool van de Woodbrookers (religieuze socialisten) in de nieuwe Vereniging van volkshogescholen. Uiteindelijk zouden alle volkshogescholen na vele fusies opgaan in VTA-instellingen (Vorming, Training, Advies). In Baarn stopte dit werk. In de jaren 90 werd Drakenburg een conferentiecentrum.

## Huidige situatie
De huidige situatie bestaat uit een gerestaureerd terrein met binnen het rijksmonumentale grachtenrestant nieuwe bebouwing waarin een overblijfsel van het oude koetshuis is verwerkt.
Kasteel Ter Aa (Breukelen) ·
Aastein ·
Slot Abcoude ·
Amaliastein ·
Nieuw-Amelisweerd ·
Oud-Amelisweerd ·
Kasteel Amerongen ·
Kasteel Batestein (Harmelen) ·
Kasteel Batestein (Vianen) · 
De Beest ·
Bergestein ·
Beverweerd ·
Blasenburg ·
Blikkenburg ·
Blommesteyn ·
Bolenstein ·
Bolsweerd ·
Bottestein ·
Kasteel Broekhuizen ·
Bruinenburg ·
Huis Cammingha ·
Clarenborg ·
Coelhorst ·
De Batau ·
Dompselaer ·
Huis Doorn ·
Drakenburg (kasteel) ·
Drakensteyn ·
Kasteel Duurstede ·
Huis Ter Eem ·
Eijkelenburg ·
Emmickhuizen ·
Den Engh ·
Essenstein ·
Everstein (Everdingen) ·
Everstein (Jutphaas) ·
Den Eyck ·
Galesloot ·
Kasteel Geerestein ·
Gildenborgh ·
Kasteel Ten Goye ·
Grauwert ·
Grijpestein ·
Groenestein (Langbroek) ·
Kasteel Groeneveld (Baarn) ·
Groenewoude (Woudenberg) ·
Gunterstein ·
Kasteel de Haar ·
Kasteel Hagestein ·
Hamtoren ·
Kasteel Hardenbroek ·
Huis Harmelen ·
Ridderhofstad Heemstede ·
Kasteel Heemstede ·
Heimenberg ·
Heimerstein ·
Huis Herlaar ·
Ter Heul ·
Heulestein ·
Hindersteyn ·
Kasteel Ter Horst (Achterberg) ·
Isselt ·
Kasteel IJsselstein ·
Jagenstein ·
Kersbergen ·
Killestein ·
Kronenburg (kasteel) ·
Kasteel Levendaal ·
Lichtenberg (Woudenberg) ·
Lievendaal (Amerongen) ·
Landgoed Linschoten ·
Kasteel Linschoten ·
Lockhorst ·
Kasteel Loenersloot ·
Kasteel Lunenburg ·
Huis Maarsbergen ·
Marckenburg ·
Ter Meer ·
Ter Mey (Haarzuilens) ·
Huis te Mijdrecht ·
Huis te Mijnden ·
Kasteel Moersbergen ·
Kasteel Montfoort ·
Natewisch ·
Te Nesse ·
Kasteel Nijenrode ·
Nijenstein ·
Nijeveld ·
Noordwijk (Langbroek) ·
Huis te Oosterwijk ·
Oostwaard (Utrecht) ·
Op de Bol ·
Oud-Broekhuizen ·
Ridderhofstad Oudaan ·
Huis Oudegein ·
Oudenhorst ·
Plettenburg (kasteel) ·
Huis De Polle ·
Prattenburg ·
Kasteel Putkop ·
Randenbroek (park) ·
Remmerstein ·
Kasteel Renswoude ·
Rhijnauwen ·
Kasteel Rhijnestein ·
Huis Riebeek ·
Kasteel Rijnenburg ·
Rijnestein ·
Rijneveld ·
Kasteel Rijnhuizen ·
Rijningen ·
Huis Rijnsweerd ·
Rijpickerwaard · 
Kasteel Rijsenburg ·
De Roetert ·
Rumelaar ·
Kasteel Ruwiel ·
Royestein ·
Kasteel Sandenburg ·
Kasteel Schalkwijk ·
Kasteel Schonauwen ·
Schurenburg ·
Snaafburg ·
Snellenburg ·
Paleis Soestdijk ·
Steenhuis (Lopik) ·
Kasteel Sterkenburg ·
Stormerdijk ·
Landgoed Stoutenburg ·
Ten Massche ·
Valkenburg (Rhenen) ·
Huis te Velde ·
Kasteel Veldenstein ·
Hofstede te Vliet ·
Huis te Vleuten ·
Huis te Vliet (Lopik) ·
Huis te Vliet (Oudewater) ·
Vogelpoel ·
Huis te Voorn ·
Vredelant ·
Vronestein ·
Vuijlcop ·
Kasteel Walenburg ·
Wayenstein (Amerongen) ·
Kasteel Weerdenburg ·
Weerdesteyn ·
Weerestein ·
Hof ter Weyde ·
Wickenburgh ·
Wijnestein ·
Wiltenburg (Utrecht) ·
Kasteel van Woerden ·
Huis Woudenberg ·
Huis te Woudenberg (I) ·
Huis te Woudenberg (II) ·
Wulven ·
Kasteel Oud-Wulven ·
Wulvenhorst ·
Slot Zeist ·
Kasteel Zuilenburg ·
Zuileveld ·
Slot Zuylen ·
Huis Zuylenstein